# MaxRide Motorsport
MaxRide Motorsport - профессиональная команда по дрэг-рейсингу основана Максимом Кривобоковым и Александром Риделем в 2016 году. Основаная база команды в городе Новосибирск. Команда занимается технической подготовкой и обслуживанием самых быстрых автомобилей в России и зарубежом. 

## История
2016 – Максим Кривобоков занимает 5 место в Чемпионате России по дрэг-рейсингу, по итогам сезона создана команда MaxRide Motorsport для работы в ЧР с высокими стандартами качества и достижения высших результатов.
2017 – Команда занимает 4 место в Кубке России. Команда впервые получила консультационную поддержку от Flamholc Racing и лично от многократного победителя Чемпионатов Европы Адама Флэмхольца. Сотрудничество, которое дало возможность обслуживания и понимание новой для России техники не серийных гоночных V-образных двигателей, продолжается и сейчас.
2018 – Команда выигрывает Кубок России на кастомном 12,1-литровом V8, установленном в кузовной автомобиль. Под обслуживанием команды Чемпионат России выигрывает Дмитрий Саморуков
2019 – Прорывной для российского дрэг-рейсинга год. В том числе благодаря профессиональной работе команды MaxRide Motorsport. Команда сопровождает Дмитрия Саморукова на Чемпионате Европы полноценный сезон, работая вместе с Адамом Флэмхольцем. Максим Кривобоков по итогам сезона третий в Чемпионате России. Дмитрий Саморуков по итогам сезона снова стал Чемпионом России.
2020 – Командный  Top-dragster в сезоне был сдан в аренду Евгению Трухину, который по итогам сезона стал вице-чемпионом России. Роман Семушин занимает третье место в Чемпиона России, его автомобиль в сезоне так же обслуживала команда MaxRide Motorsport.
2021 – В сезоне команд была представлена уже пятью пилотами Top-dragster на самом престижном классе US Чемпионата России: Константин Найт, Евгений Трухин, Роман Семушин, Николай Акимов и Максим Кривобоков. Тогда же у команды появился собственный бокс в RDRC Racepark, что значительно усилило возможности команды в рамках гонки и работы «в поле». Роман Семушин по итогам сезона стал Чемпионом России под обслуживанием команды MaxRide Motorsport, сменив в этом статусе многократного и до 21 года бессменного победителя Чемпионата России Дмитрия Саморукова. Максим Кривобоков, Константин Найт и Николай Акимов заняли 3,4 и 5 места соответственно.
2022 – В правилах соревнования произошли радикальные изменения, все участвующие в Чемпионате России команды посвятили сезон работе со спортивной техникой и индивидуальной работе с пилотами. Это дало свои плоды в виде множества личных рекордов пилотов. А так же традиционных высоких местах в Чемпионате России: Максим Кривобоков стал вице-чемпионом, Николай Акимов и Константин Найт получили 4 и 5 места.
2023 – Команда пополнилась двумя новыми пилотами на автомобилях Top-dragster Андреем Гунгером и, самой быстрой девушкой в России, Евгении Найт, к Николаю Акимову и Константину Найту. Сезон сложился для команды так Николай Акимов стал вице-чемпионом Росии, Андрей Гунгер, Константин Найт и Евгения Найт заняли соответственно 4, 6 и 8 места.
2024 – Состав команды не поменялся. Этот год стал самый успешным для команды, Николай Акимов стал Чемпионом России, Константин Найт стал обладателем Кубка России. Андрей Гунгер и Евгения Найт заняли 3 и 4 места в Кубке России. 